# Чернигивка
Чернигивка (на украински: Чернігівка) е селище от градски тип в Южна Украйна, Чернигивски район на Запорожка област. Основано е през 1783 година. Населението му е около 7415 души.